# Beekman Peninsula
Beekman Peninsula är en halvö i Kanada.   Den ligger i territoriet Nunavut, i den östra delen av landet, 2 100 km norr om huvudstaden Ottawa.
Trakten runt Beekman Peninsula består i huvudsak av gräsmarker. Trakten runt Beekman Peninsula är nära nog obefolkad, med mindre än två invånare per kvadratkilometer.